# チャールズ・ウィロビー
チャールズ・アンドリュー・ウィロビー（英語: Charles Andrew Willoughby、1892年3月8日 - 1972年10月25日）は、アメリカ陸軍の軍人。最終階級は少将。出生名はアドルフ・カール・ヴァイデンバッハ（Adolf Karl Weidenbach）。
第二次世界大戦ではダグラス・マッカーサー側近の情報参謀で、占領下では連合国軍最高司令官総司令部参謀第2部（G2）部長として対日謀略や検閲を担当するなど、占領政策遂行のうえで重大な役割を果たし、反共主義の立場から逆コースを主導した。法の支配を尊重する保守主義者としても知られ、東京裁判に対しては、敗戦国の指導者だけを裁くため法の支配を恣意的に歪めるとして不信感を表している。

## 生涯

### 出生について

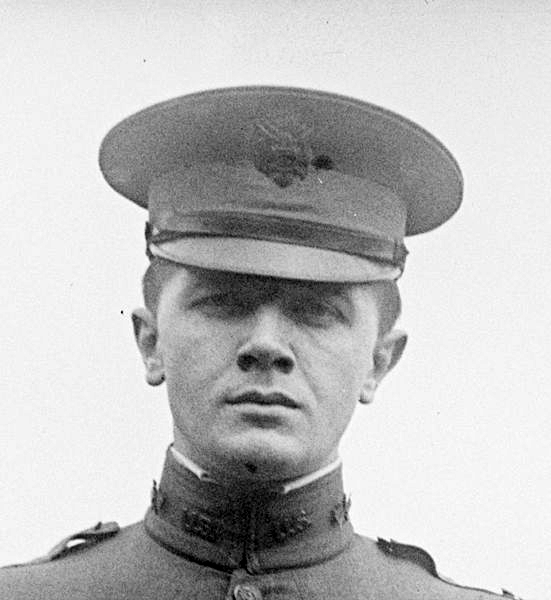
1918年

ウィロビー自身によれば1892年3月8日にドイツのハイデルベルクでドイツ人の父 T・フォン・チェッペ＝ヴァイデンバッハ男爵 (Freiherr T. von Tscheppe-Weidenbach) と、アメリカ人でメリーランド州ボルチモア出身の母エマ・ウィロビー (Emma Willoughby) の間にアドルフ・カール・ヴァイデンバッハ (Adolph Karl Weidenbach) として生まれたという。
しかし、1952年にニューヨーク・ジャーナル紙でフランク・クラックホーン（Frank Kluckhohn）がウィロビーの生年月日および出生名について疑義を呈する記事を書いている。クラックホーンはこの記事でデア・シュピーゲルがウィロビーの出生について「ハイデルベルクの出生記録によれば1892年3月8日に縄職人アウグスト・ヴァイデンバッハとエンマ（旧姓ラングホイザー Langhäuser）の間に息子アドルフ・アウグスト・ヴァイデンバッハが生まれたとある」と報じたことに触れ、さらにドイツ貴族の系図を記した「ゴータ年鑑」(Gothaisches Genealogisches Taschenbuch der Briefadeligen Häuser) によるとエーリヒ・フランツ・テオドール・テュルフ・フォン・チェーペ・ウント・ヴァイデンバッハ歩兵大将(Erich Franz Theodor Tülff von Tschepe und Weidenbach、チェーペのpは2つではなく1つ) という人物が実在しているが、エーリヒは男爵ではなく、しかもドイツ皇帝ヴィルヘルム2世から「フォン・チェーペ・ウント・ヴァイデンバッハ」の名乗りを許されたのはウィロビーが渡米した後の1913年のことで、それまでは「エーリヒ・フランツ・テオドール・テュルフ」と名乗っていたこと、その上エーリヒには子が5人いるが、1892年に儲けた息子はいないことを指摘している。

### 第二次世界大戦までの経歴
ウィロビーによると、幼少はドイツ人として過ごす。ドイツとフランスで学び、ドイツ語、フランス語、スペイン語を話す。地元ハイデルベルク大学などで学んだあと、1910年にアメリカに渡り、アメリカに帰化、Charles Andrew Willoughbyと母方の家族名に改名したという。もしウィロビーの主張に間違いがあり、Willoughbyが母の家族名でないとすれば、WeidenbachのWeide（やなぎ）をwillowに翻訳して（ドイツ人らしくなく）アメリカ人らしい家族名に改名した可能性がある。
1910年にアメリカ陸軍に一兵士として入隊した。同時にペンシルベニア州のゲティスバーグ大学でも学び、1914年の卒業時には少佐となる。カンザス大学の大学院に進んだが、第一次世界大戦のため中退。第一次大戦を通じて叩き上げで昇進を重ね、1941年に大佐だったウィロビーはダグラス・マッカーサーの情報参謀として、アメリカが多くの利権をもち実質上植民地支配していたフィリピンに赴任した。

### 第二次世界大戦
1941年12月8日の太平洋戦争勃発と共に従軍、日本軍とのフィリピン攻略戦では、日本軍に敗走したマッカーサーと共にフィリピンから脱出している。1942年6月20日には連合国軍准将に昇進している。
情報を重視するマッカーサーによって連合国翻訳通訳課〈Allied Translator and Interpreter Section: 略称ATIS〉（捕虜の尋問や命令文章の翻訳を担当）、連合軍諜報局 (AIB) （諜報・謀略担当）が設置され、ウィロビーは元締めとして辣腕をふるった。特に日系アメリカ人軍人を多く用い、現地民を駆使した諜報活動は帝国陸軍や海軍の動きをことごとく察知した。
1945年4月12日にはアメリカ陸軍より正式に少将に昇進した。1945年9月2日の戦艦「ミズーリ」で連合国軍による降伏文書調印式にはマッカーサーの幕僚として参加している。

### GHQでの活動
占領下の日本では、GHQ総司令部参謀第2部 (G2) 部長として諜報・保安・検閲（特にプレスコード）を管轄した。政治犯として投獄されていた日本共産党幹部の釈放や、労働組合活動を奨励し、民主化を強く推進する民政局（GS）局長のコートニー・ホイットニー准将や次長のチャールズ・L・ケーディス大佐と対立し縄張り争いを繰り広げた。右翼の三浦義一、旧軍の河辺虎四郎らも使って反共工作を進めた。
1945年10月4日、GHQより日本側に対して人権指令が出され、治安維持法の廃止や特高警察の廃止、共産主義者などの政治犯の釈放が行われることになったが、日本の警察力の弱体化と、共産主義勢力の増長を危惧するウィロビーはこれらに強く反対していた。そのため、特高警察の機能を温存するために、内務官僚と協同して「大衆的集団的不法行為の取締り」を名目に、内務省警保局に公安課を、各都道府県警察部に公安課と警備課を設置することを後押しした（公安警察）。
1947年12月末で内務省の解体・廃止にも、内政治安の弱体化を招くとして、内務官僚と共に反対し、中央集権的な国家警察を維持するために、警察総局と公安局の設置や、公安庁の設置を後押ししたが、GSのケーディスの抵抗でうまくいかなかった。そのためウィロビーは、内務官僚の石井栄三や、加藤陽三と対抗策を練り、国家地方警察本部に警備部を設置することで、特高警察機能の温存を図ることに成功した。後に、ウィロビーは、自著で日本の警察制度に関して「日本の警察機構は、占領期間中にバラバラにされてしまったが、私の危惧した通り、これはうまくいかず、後に国家警察として再び一つになった」と記している。
東京裁判の折、A級戦犯の容疑者は第一次裁判で裁かれた東條英機ら28名の他に22名ほどいたが、この裁判をよく思っていなかったウィロビーの釈放要求（ただし、笹川良一の釈放については慎重だったという）が通り、22名の容疑者に対する二次・三次の裁判は行われなかった。背景として、まずジャパン・ロビーが反共工作を取り仕切ったことと、加えて一次裁判で時間がかかりすぎてイギリスが裁判続行に消極的になったことも影響している。
オランダ代表のベルト・レーリンク判事の回想記によれば、ウィロビーは「この裁判は史上最悪の偽善だった。こんな裁判が行われたので、息子には軍人になることを禁止するつもりだ。なぜ不信をもったかと言うと、日本がおかれていた状況と同じ状況に置かれたのなら、アメリカも日本と同様に戦争に出たに違いないと思うからだ」と、語っていたとされる。
GHQが許可した戦後初の渡米者で、日米文化振興会（現・日米平和・文化交流協会）を興した笠井重治が、「有力な情報提供者」として親交があった事で知られる。また、A級戦犯においてウィロビーが釈放要求を出すのに慎重だったと言われている児玉誉士夫とは、後に児玉の通訳となり「ロッキード事件」の最中に変死した福田太郎を、自著の翻訳者にするなど、反共活動者でもあった児玉とも何らかの密接な関係にあったと推測される。
1948年には対日理事会（極東委員会の出先機関）ソ連代表のクズマ・デレビヤンコ中将が、日本海海戦の意趣返しとして戦艦三笠の解体・廃棄を主張したが、ウィロビーは大日本帝国時代の記念物を破壊して日本人の反感を買うのは避けるべきだと反論して阻止。結果、三笠の廃棄は免れた。後にチェスター・W・ニミッツ海軍元帥が復興運動を行った関係で日本人にはこちらの方が知られているが、ウィロビーもまた三笠保存にとっては恩人といえる。
1950年6月25日に勃発した朝鮮戦争で、ウィロビーは「中国共産党軍（中国人民志願軍）は介入しない」とする報告をマッカーサーに行い、マッカーサーはこれを元にハリー・S・トルーマン大統領に対し中華人民共和国参戦の可能性を否定した。これが全くの誤りであったことは、11月に中国人民志願軍（抗美援朝義勇軍）が参戦し戦場で実証されてしまった。

### 晩年
諜報専門家としてGHQでの活動の他にCIA設立に関与し1951年に退役、独裁者として知られたフランシスコ・フランコ将軍統治下のスペインに渡り、非公式のアドバイザーとしてアメリカとの国交回復にも関わったとされる。
1968年にフロリダ州コリアー郡ネイプルズに移住、マリー・アントワネット(1901-1974、再婚で日本に帰化したイギリス人小林米珂(Joseph Ernest De Becker)と、日本人女性小林えいとの娘)夫人と引退生活を送り、1972年10月25日に死亡した。夫妻の墓所はアーリントン国立墓地にある。
なお1923年にプエルトリコで結婚した前妻との間に娘がいる。
なお夫人の妹エディスは、マッカーサー側近の外交官だったウィリアム・シーボルド夫人（1927年に結婚）で、ネイプルズでは隣人として共に引退生活を送り、日本からの占領期の証言取材にも対応した（シーボルトが事前の折衝に当たった）。

## 人物
- マッカーサーの回想伝記『マッカーサー戦記』を執筆出版したが、訳者の大井篤（旧帝国海軍大佐）からは「歴史史料としての価値はほとんど無い」と酷評された[16]。
- ウィロビーのG2がまとめた日米の人物調査ファイルは、近年の機密解除で、占領史の基本資料として調査研究されているが、ウィロビーのおぼえがめでたくない人物に対しては貶めるための捏造された記述が多いとされている[17]。

## 著作
- 『赤色スパイ団の全貌　ゾルゲ事件』福田太郎訳、東西南北社、1953年
- 『戦争における機動』第1巻、陸上自衛隊幹部学校訳・刊行、1956年（非売品）
- 『マッカーサー戦記』全3巻、大井篤訳、時事通信社、1956年
- 『知られざる日本占領  ウィロビー回顧録』延禎[18]監訳、番町書房、1973年
- 『マッカーサー戦記』大井篤訳、朝日ソノラマ・ソノラマ文庫（上・下）、1988年6月、ISBN 4-257-17203-7 / ISBN 4-257-17204-5
- 『GHQ知られざる諜報戦　新版 ウィロビー回顧録』延禎監修、平塚柾緒編（旧版も）、山川出版社、2011年7月。ISBN 4-634-15016-6